# Cosimo Ennio Masiello
Cosimo Ennio Masiello (Brindisi, 6 novembre 1929 – Brindisi, 2 ottobre 2018) è stato un politico italiano.

## Biografia
Avvocato ed esponente del Partito Comunista Italiano, è stato sindaco di Brindisi dal dicembre 1987 al marzo 1989, sostenuto da una maggioranza formata da PCI-DC-PRI.
Nel 1992 è eletto al Senato nelle file del Partito Democratico della Sinistra.
In occasione delle elezioni amministrative del 1996, si candida alla carica di sindaco di Brindisi con il sostegno di una coalizione di centro-sinistra, ma è sconfitto al primo turno da Lorenzo Maggi, candidato dal centro-destra.